# جو ماكي
جو ماكي (بالإنجليزية: Joe McKee)‏ هو مغني وكاتب أغاني أسترالي، ولد في 3 ديسمبر 1984 في لندن في المملكة المتحدة.

## وصلات خارجية
- الموقع الرسمي
- جو ماكي على موقع ميوزك برينز (الإنجليزية)